# Linia kolejowa nr 240
Linia kolejowa nr 240 Świecie nad Wisłą – Terespol Pomorski – jednotorowa, niezelektryfikowana linia kolejowa znaczenia miejscowego, łącząca stacje Świecie nad Wisłą i Terespol Pomorski. Historycznie linia prowadziła do stacji Złotów.

## Historia
Linia została oddana w całości do użytku w 1909 roku. Obecnie (2020) na całej linii ruch pociągów pasażerskich został zawieszony; jedynie na odcinku Terespol – Konopat – Świecie Przechowo kursują pociągi towarowe.
Połączenia pasażerskie zawieszono jesienią 2005 roku, a tory w Świeciu rozebrano w maju 2010 roku. Na początku 2015 roku linia na odcinku Więcbork – Złotów została rozebrana, a w jej śladzie ma powstać trasa rowerowa Złotów – Kujan.

## Charakterystyka techniczna
Linia w całości jest klasy C3, maksymalny nacisk osi wynosi 196 kN dla lokomotyw oraz wagonów, a maksymalny nacisk liniowy wynosi 71 kN (na metr bieżący toru). Linia zaopatrzona jest w elektromagnesy samoczynnego hamowania pociągów. Linia podlega pod obszar konstrukcyjny ekspozytury Centrum Zarządzania Linii Kolejowych Gdańsk, a także pod Zakład Linii Kolejowych Bydgoszcz. Prędkość maksymalna poruszania się pociągów na linii wynosi 40 km/h, a jej prędkość konstrukcyjna wynosi 80 km/h. Obowiązują następujące maksymalne prędkości:
| kilometraż | kilometraż | Tor nieparzysty (kierunek: Terespol Pomorski) | Tor nieparzysty (kierunek: Terespol Pomorski) | Tor nieparzysty (kierunek: Terespol Pomorski) |
| od         | do         | Pociągi pasażerskie                           | Autobusy szynowe i EZT                        | Pociągi towarowe                              |
| 1,680      | 2,700      | 30                                            | 30                                            | 30                                            |
| 2,700      | 3,200      | 20                                            | 20                                            | 20                                            |
| 3,200      | 4,523      | 40                                            | 40                                            | 40                                            |
| 4,523      | 6,500      | 20                                            | 20                                            | 20                                            |
| 6,500      | 8,356      | 30                                            | 30                                            | 30                                            |

Na linii zostały wprowadzone ograniczenia jej użytkowania - posterunek Konopat jest zamknięty.

## Galeria

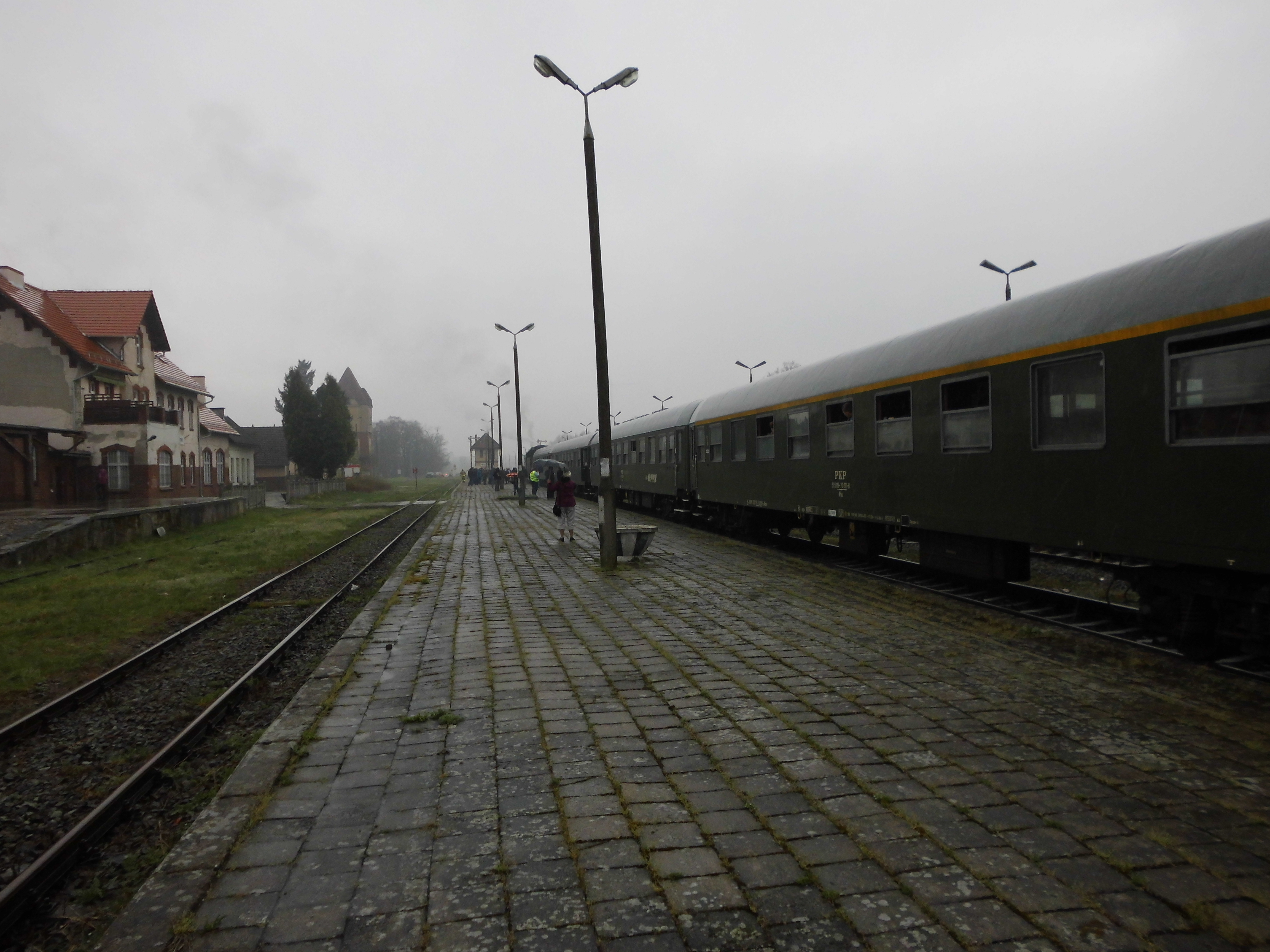
Stacja PKP Więcbork (2018)
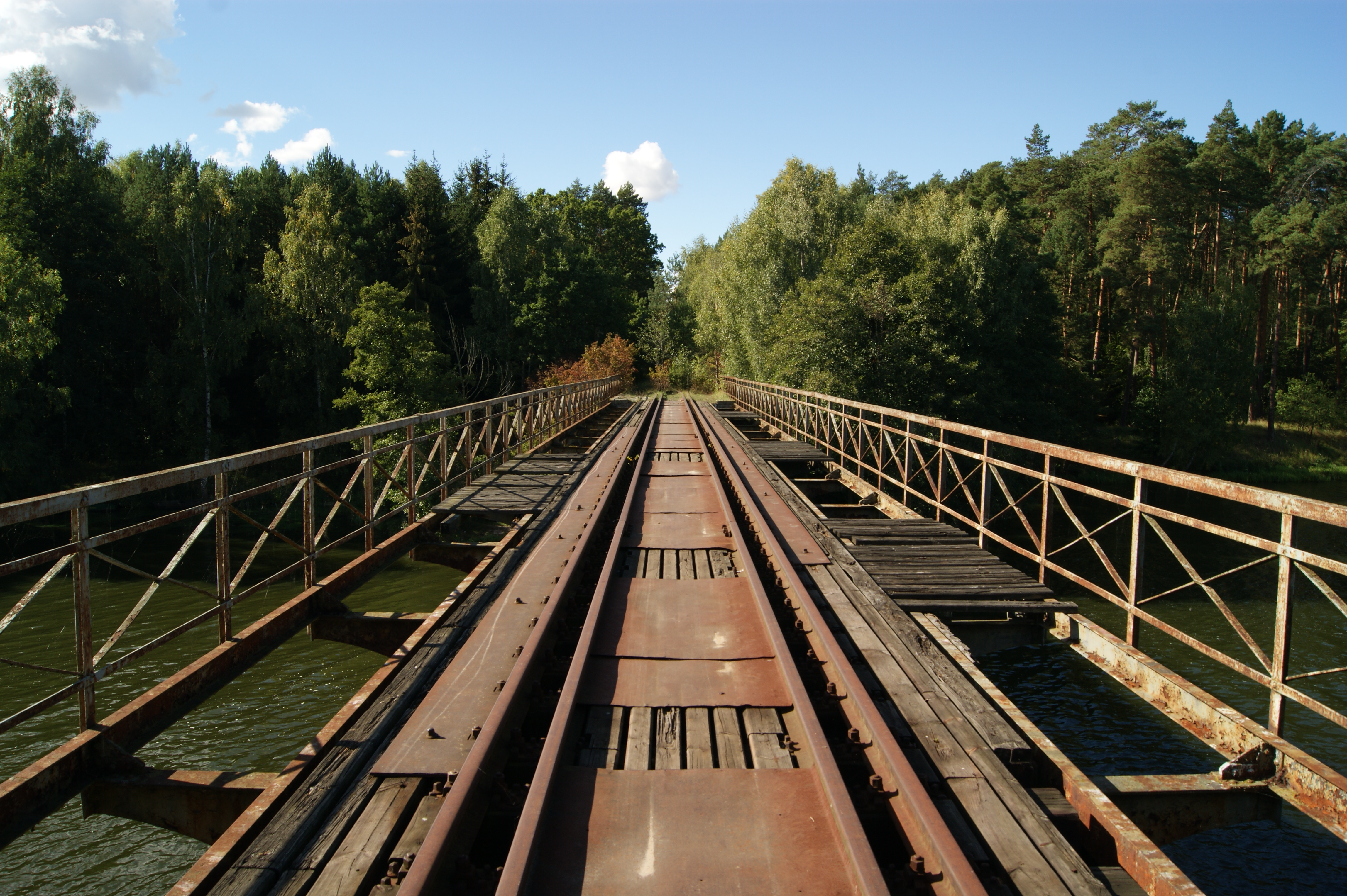
Most kolejowy nad Brdą
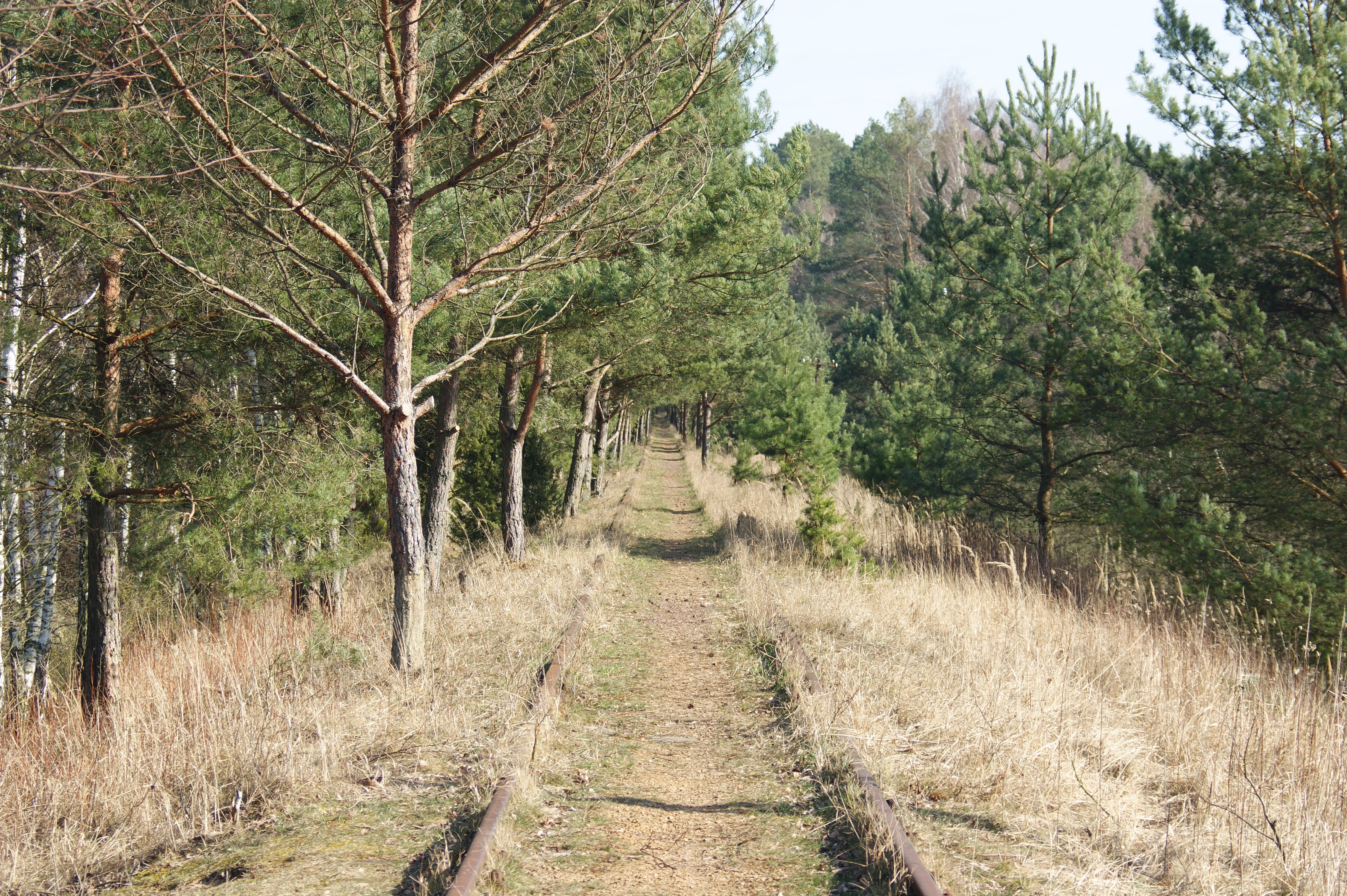
Zarośnięte tory przy moście nad Brdą
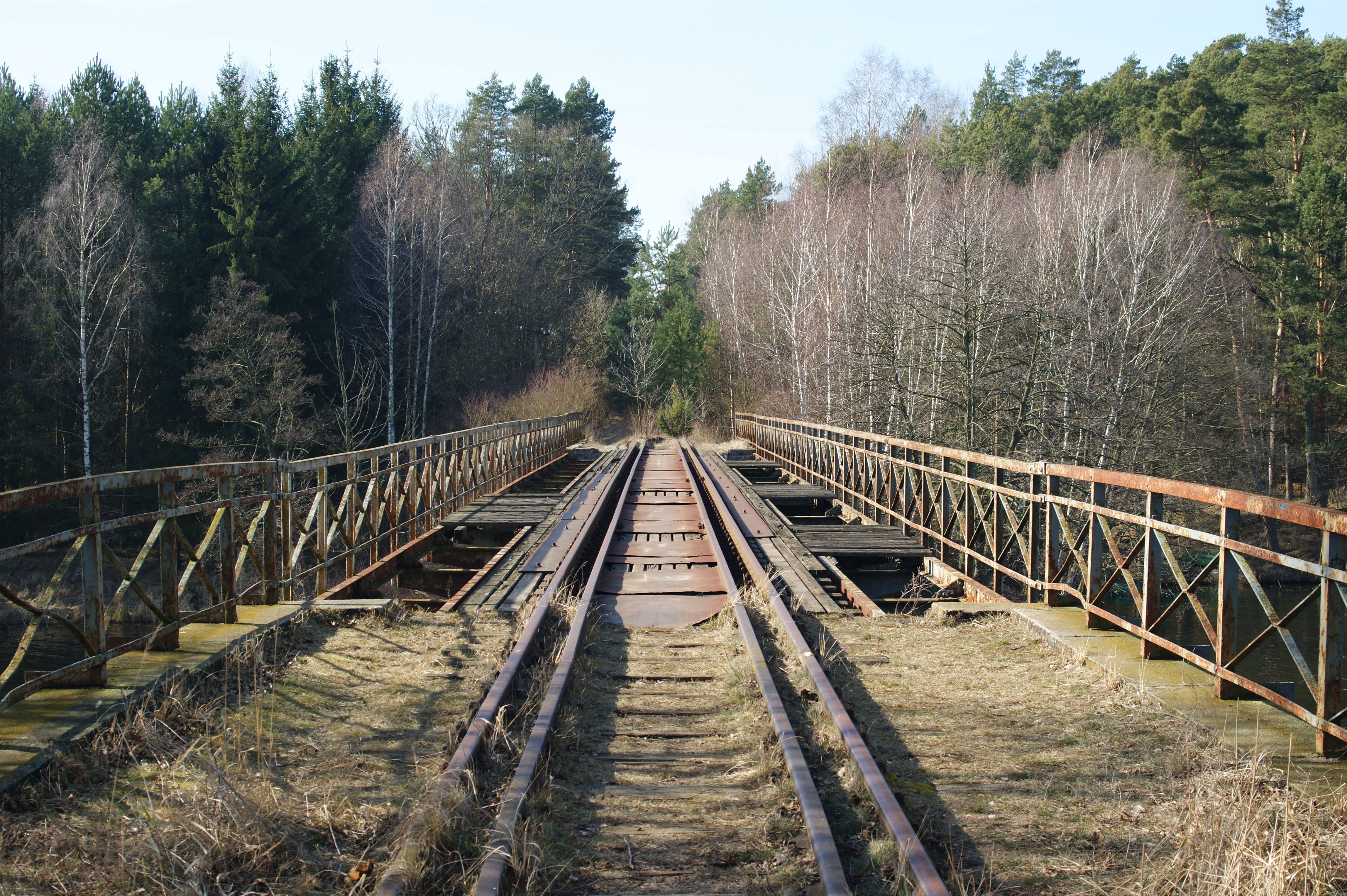
Most kolejowy nad Brdą
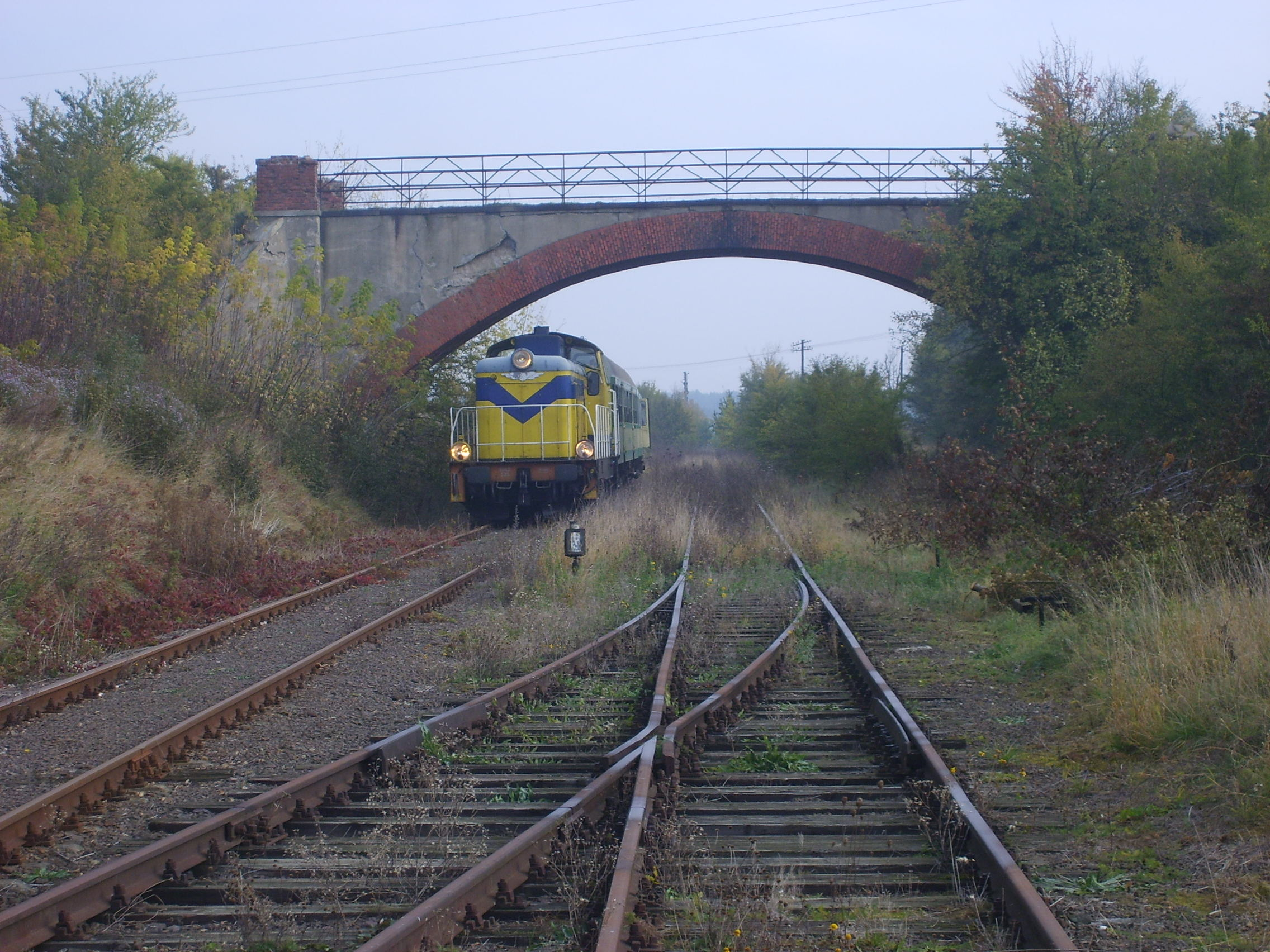
Zarośnięty tor linii na stacji Pruszcz Bagienica
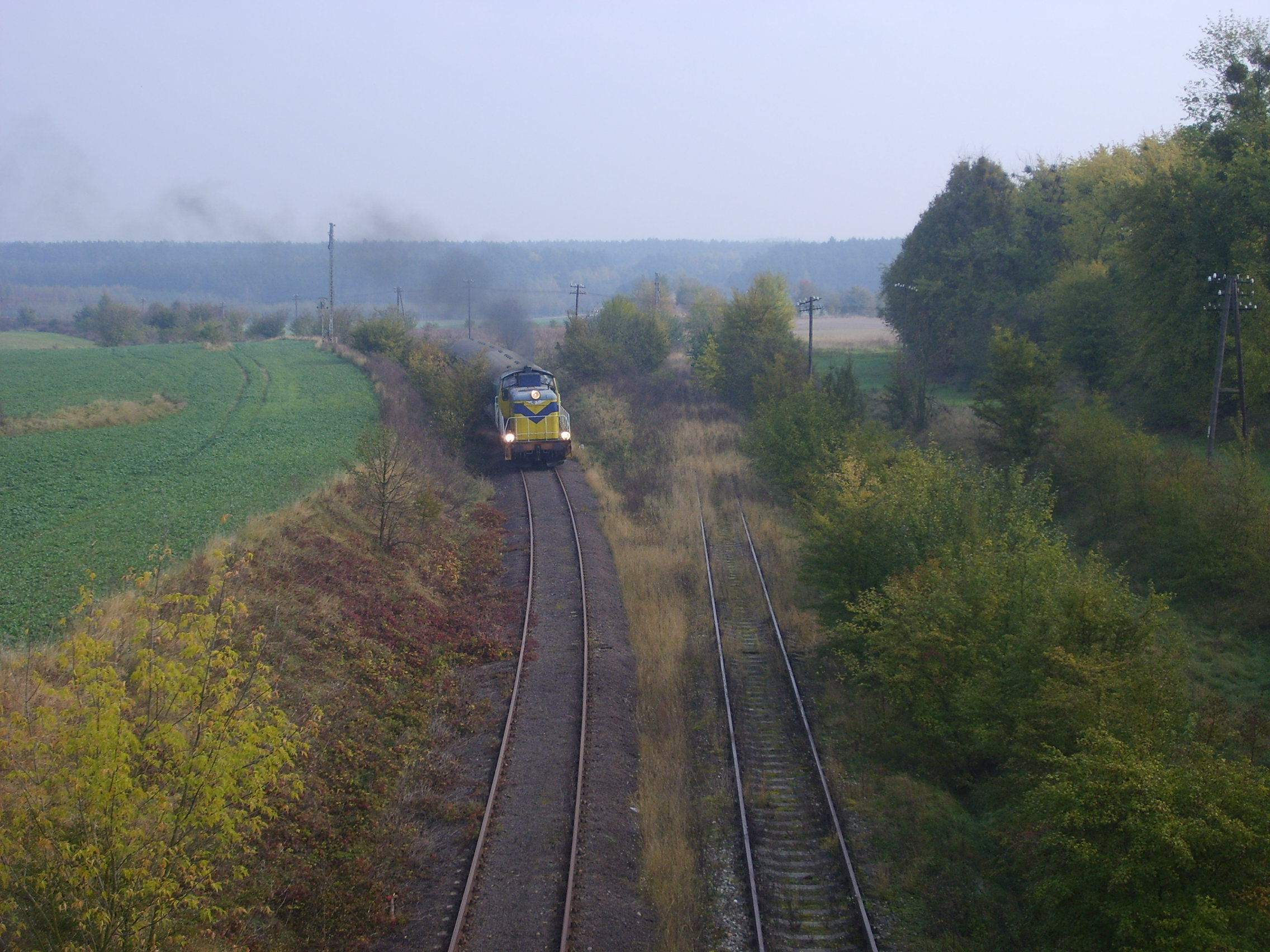
Zejście się linii z Tucholi i z Świecia na stacji Pruszcz Bagienica